# WWF Superstars of Wrestling
WWF Superstars of Wrestling (luego WWF Superstars) fue un programa de televisión de Entretenimiento Deportivo producido por la World Wrestling Federation (WWF). Su debut fue el 6 de septiembre de 1986. Superstars, como fue luego conocido, fue el programa principal de la WWF hasta el nacimiento de Monday Night Raw en 1993.

## Historia
En 1986, Superstars remplazó a WWF Championship Wrestling. Antes de esto, Superstars fue el nombre de un dado de un resumen semanal animado por Vince McMahon y Lord Alfred Hayes. Superstars fue en sus inicios, la casa donde iniciaban los Angle y donde la mayoría de los títulos cambiaban. Las peleas primarias mostraban a los luchadores top y de nivel medio luchar contra jobbers. Durante el programa habían entrevistas con el rostro de luchadores de la WWF, además de promos y futuros luchadores por debutar. Otro aspecto del show fue la promoción de los House Shows y los TV Tapings en cada marca.
Durante las grabaciones, el programa fue rebautizado al aire en Canadá, como Maple Leaf Wrestling (esencialmente reemplazando un programa del mismo nombre filmado en el sur de Ontario), a pesar de no tener casi ningún contenido canadiense, aparte de entrevistas que promovían luchas que iban a celebrarse en Canadá, junto con luchas programadas exclusivamente grabadas en el Maple Leaf Gardens de Toronto, Ontario. Sin embargo, el reemplazamiento fue en su debido tiempo, suficiente para que el programa contara con los requisitos para atraer a los canadiense en estaciones de televisión locales.
El show comenzó al aire en 1989 en Reino Unido los sábados en las noches en The Sky Channel. Por un corto tiempo, fue transmitido los martes en Eurosport. A principios de los 90', fue agregado a los viernes por las noches. A mediados de los 90', Superstars fue entonces movido a los domingos por la mañana. Durante gran tiempo de transmisón en el Reino Unido, Gorilla Monsoon fue el comentarista para varias marcas a lo largo de su historia y en su regreso breve en 1998, uniéndose al equipo de transmisión con Kevin Kelly y Michael Cole durante la era de la actitud.
A partir del 18 de abril de 1992, el programa pasó a llamarse a WWF Superstars, debido a una demanda exitosa por otro promotor, Albert Patterson, que había reclamado derechos anteriores a la frase "Superstars of Wrestling". Desde entonces, el material de archivo del programa por lo general se muestran con las palabras "of Wrestling" borrosas y poco visibles.
El 4 de diciembre de 1991, Jack Tunney dejó vacante el WWF Championship, el cual era poseído por Hulk Hogan quien lo ganó derrotando a The Undertaker en This Tuesday in Texas la noche anterior. Luego de esto, se mantuvo vacante hasta el 19 de enero de 1992, cuando Ric Flair lo consiguió al ganar la Royal Rumble y el vacante título mundial.

### Cambios de Títulos
Muchos de estos cambios de títulos no fueron transmitidos al aire por varias diferencias de semanas hasta que los fueron. En estos shows fueron transmitidos una era antes de la globalización de Internet, los anteriores campeones defendieron sus títulos en House Shows.
- The Hart Foundation derrotó a British Bulldogs por el WWF World Tag Team Championship el 7 de febrero de 1987 (grabado el 26 de enero de 1987).[4]
- The Honky Tonk Man derrotó a Ricky "The Dragon" Steamboat por el WWF Intercontinental Championship el 13/6/1987 (grabado el 2 de junio de 1987).[5]
- Strike Force (Rick Martel & Tito Santana) derrotó a The Hart Foundation por el WWF World Tag Team Championship el 7/11/1987 (grabado el 27 de octubre de 1987).
- Demolition derrotó a The Brain Busters (Arn Anderson & Tully Blanchard) por el WWF World Tag Team Championship el 4/11/1989 (grabado el 2 de octubre de 1989).
- The Colossal Connection (André the Giant & Haku) derrotaron a Demolition por el WWF World Tag Team Championship el 30/12/1989 (grabado el 13 de diciembre de 1989).
- Mr. Perfect derrotó a Tito Santana por el vacante WWF Intercontinental Championship el 19/5/1990 (grabado el 13 de abril de 1990).
- Mr. Perfect derrotó a Kerry Von Erich por el WWF Intercontinental Championship el 15/12/1990 (grabado el 19 de noviembre de 1990).
- Diesel derrotó a Razor Ramon por el WWF Intercontinental Championship el 30/4/1994 (grabado el 13 de abril de 1994).

### Cambio de formato
En 1996, Superstars dejó syndication y se movió a USA Network en lugar de WWF Action Zone, con el network cancelado. Aunque por un breve período el show continuó en su mismo formato, con el paso del tiempo se realizaban cada vez más resúmenes de otros programas de la WWF, como relleno. Para 1998, Superstar era exclusivamente un programa resumen y continuó en esa forma hasta su eventual final.
En 1997, el formato de Superstars como se emitía en el Reino Unido también cambió y comenzó solamente a contar con resúmenes semanales de Monday Night Raw. Tras el estreno de SmackDown!, Superstars sirvió como una presentación resúmenes de SmackDown también.
Cuando la WWF trasladó su contrato de televisión por cable para TNN (ahora Spike) en 2000, Superstars se trasladó con él. Luego de un tiempo, el programa fue descontinuado en 2001.

## Comentaristas
El equipo de comentaristas en Superstars tuvo muchos cambios en los años pasados. Los presentadores de Superstars están en siguiente lista en orden cronológico con los episodios de sus debuts.
- Vince McMahon & Jesse "The Body" Ventura & Bruno Sammartino (6 de septiembre de 1986)
- McMahon & Ventura (19 de marzo de 1988)
- McMahon & "Rowdy" Roddy Piper (25 de agosto de 1990)
- McMahon & Piper & Jimmy Hart (por solo una semana)
- McMahon & Piper & The Honky Tonk Man (8 de noviembre de 1990)
- McMahon & Piper & Randy "Macho Man" Savage (30 de marzo de 1991)
- McMahon & Curt "Mr. Perfect" Hennig (30 de noviembre de 1991)
- McMahon & Bobby "The Brain" Heenan
- McMahon & Heenan & Jerry "the King" Lawler
- McMahon & Savage & Lawler (11 de diciembre de 1992)
- McMahon & Lawler
- McMahon & Reo Rodgers (por solo una semana)
- McMahon & Stan Lane
- McMahon & Johnny Polo
- McMahon & Dok Hendrix (15 de abril de 1995)
- McMahon & Jim Ross & Lawler
- McMahon & Ross & Hennig (2 de diciembre de 1995)
- Ross & Hennig
- Ross & Jim Cornette (10 de noviembre de 1996)